# St. Hubertus (Dorlar)

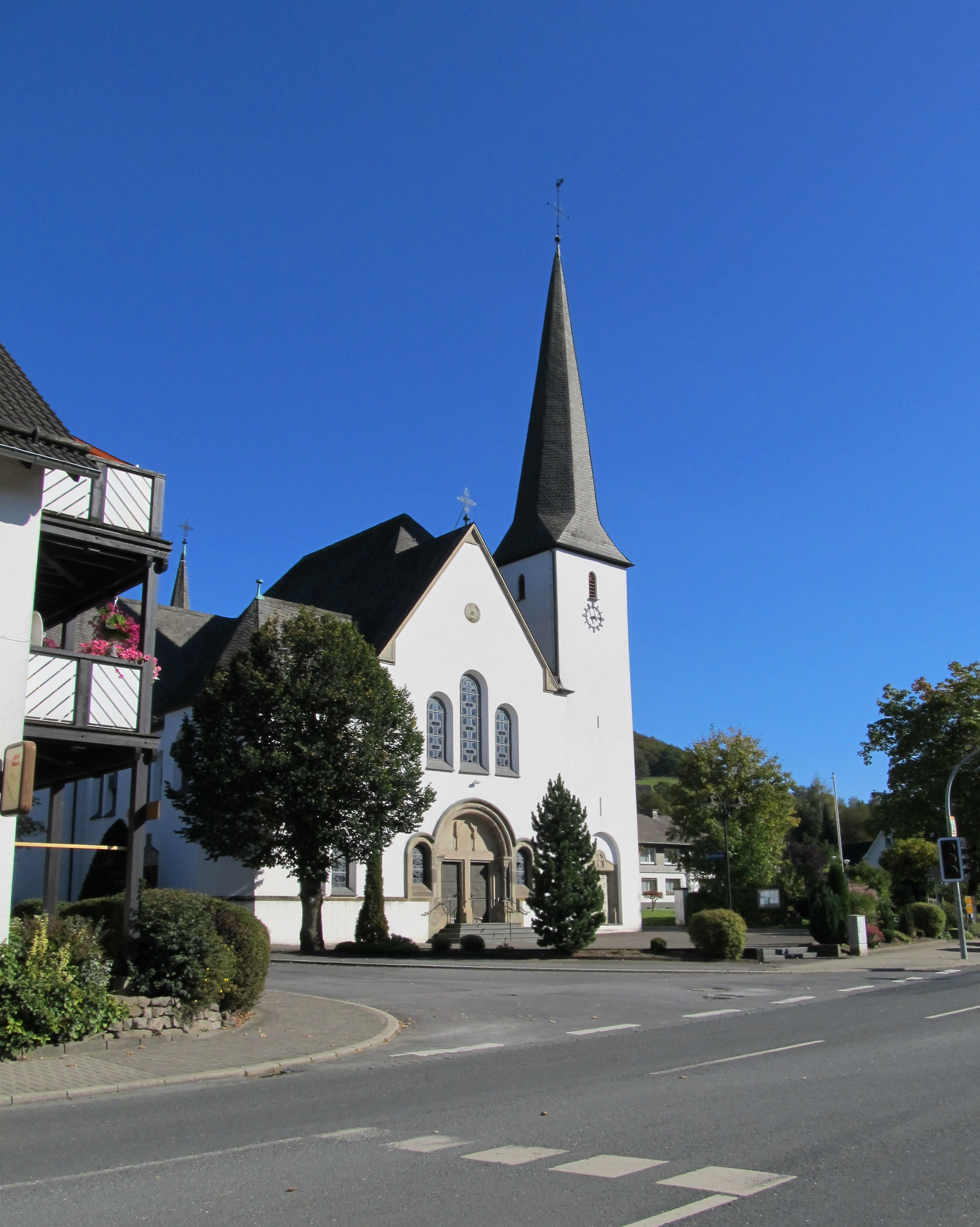
Dorlar mit St. Hubertus

Die römisch-katholische Pfarrkirche St. Hubertus ist ein denkmalgeschütztes Kirchengebäude in Dorlar, einem Ortsteil von Schmallenberg, im Hochsauerlandkreis in Nordrhein-Westfalen.

## Geschichte und Architektur
Der neuromanische Neubau wurde nach den Plänen von Joseph Buchkremer in der Zeit von 1912 bis 1913 errichtet. Von einer früheren Kirche von 1358 sind ein derber Gewölbebau als Seitenschiff und der quadratische Westturm einbezogen. Ursprünglich war die Halle zweijochig mit Kreuzgratgewölben im Mittelschiff. Das nördliche Seitenschiff wurde für den Neubau abgerissen. Der Ostschluss ist gestaffelt und wurde im 18. Jahrhundert verlängert. Die Außenwände sind verputzt. Im Innenraum ruhen Kreuzgewölbe auf Rundpfeilern.

## Ausstattung
- Hochaltar und Säulenaufbau mit Heiligenfiguren von 1765, sie sind dem Umkreis des Leonhard Falter zugeschrieben
- Kanzel vom 17. Jahrhundert
- Kruzifix, frühgotisch vom Anfang des 14. Jahrhunderts
- Vesperbild um 1500
- Reliquienmonstranz vom Anfang des 17. Jahrhunderts, im Zylinder befindet sich die Stola des Hubertus[2]

## Historische Ansichten

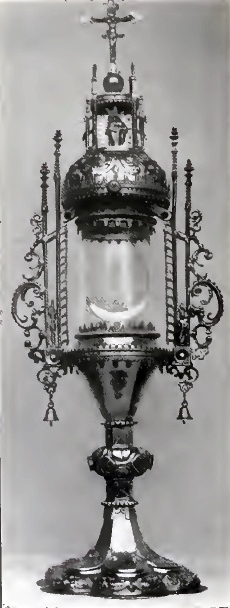
Reliquienmonstranz Ansicht vor 1908
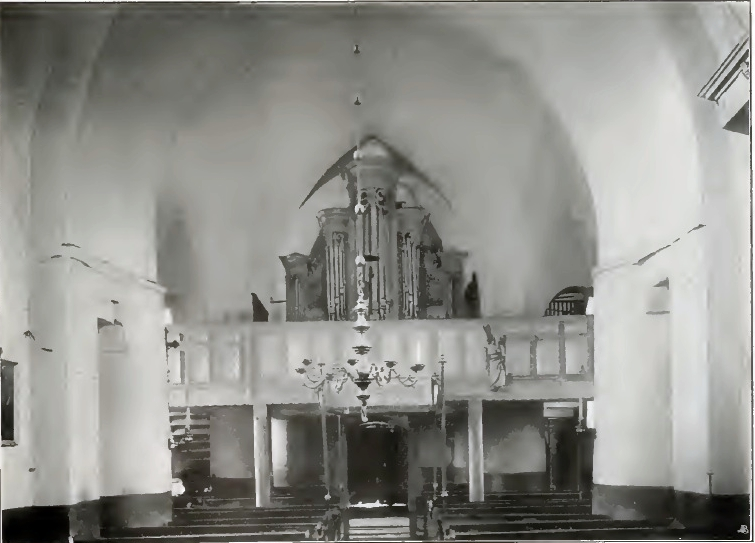
Innenansicht vor 1908
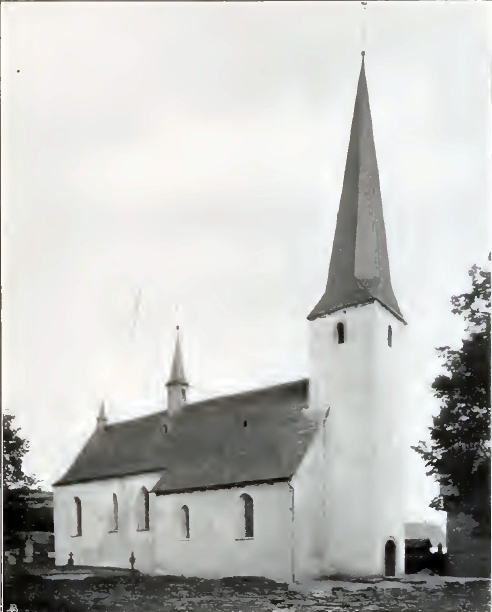
Außenansicht vor 1908